# Pseudosinella wahlgreni
Pseudosinella wahlgreni is een springstaartensoort uit de familie van de Entomobryidae. De wetenschappelijke naam van de soort is voor het eerst geldig gepubliceerd in 1907 door Börner.